# Prêmio Cultura Galega às Iniciativas em prol do Patrimônio Cultural
O Prêmio Cultura Galega às Iniciativas em prol do Patrimônio Cultural (do galego: Premio Cultura Galega ás Iniciativas en prol do Patrimonio Cultural) é um galardão concedido como parte dos Prêmios da Cultura Galega pela Junta da Galiza a pessoas físicas ou jurídicas com "trajectória alinhada à protecção, conservação e difusão da riqueza cultural galega, em qualquer meio e e qualquer meio de actuação." Os premiados são seleccionados por um jurado único formado por doze pessoas.
Os prêmios convocaram-se por primeira vez no ano 2010, ainda que nasceram como continuação dos Prêmios Nacionais da Cultura Galega, criados em 2008 e que tiveram uma única edição. A diferença do anterior, concedido ao Museu do Povo Galego, este prêmio não tem dotação econômica.

## Premiados
- 2010: Fundação Pedro Barrié de la Maza
- 2011: Fundação Aquae Querquennae Via Nova
- 2012: Fundação Eduardo Pondal[3]
- 2013: Castro de Viladonga[4]